# Gynoplistia alice
Gynoplistia alice är en tvåvingeart som beskrevs av Günther Theischinger 1993. Gynoplistia alice ingår i släktet Gynoplistia och familjen småharkrankar. Inga underarter finns listade i Catalogue of Life.